# Salam Bouha Ahamdy
Salam Bouha Ahamdy (* 30. August 2000) ist eine mauretanische Leichtathletin, die sich auf den Sprint spezialisiert hat.

## Sportliche Laufbahn
Erste internationale Erfahrungen sammelte Salam Bouha Ahamdy im Jahr 2024, als sie bei den Olympischen Sommerspielen in Paris im 100-Meter-Lauf mit 13,71 s in der Vorausscheidungsrunde ausschied. Zudem war sie Fahnenträgerin Mauretaniens bei der Eröffnungsveranstaltung der Spiele.

## Persönliche Bestleistungen
- 100 Meter: 13,71 s (0,0 m/s), 2. August 2024 in Paris